# Fontaines (Vendée)
Fontaines is een plaats en voormalige gemeente in het Franse departement Vendée (regio Pays de la Loire) en telt 870 inwoners (1999). De plaats maakt deel uit van het arrondissement Fontenay-le-Comte.

## Geschiedenis
Fontaines is op 1 januari 2016 gefuseerd met de gemeente Doix tot de gemeente Doix lès Fontaines. 

## Geografie
De oppervlakte van Fontaines bedraagt 10,6 km², de bevolkingsdichtheid is 82,1 inwoners per km².
De onderstaande kaart toont de ligging van Fontaines (Vendée) met de belangrijkste infrastructuur en aangrenzende gemeenten.

## Demografie
Onderstaande figuur toont het verloop van het inwonertal.